# Romualda Fernandes
Romualda Maria da Conceição Martins Nunes Fernandes (Guiné-Bissau, 10 de setembro de 1954) é uma jurista e política portuguesa. Foi eleita deputada ao Parlamento português pelo Partido Socialista em 2019.

## Biografia
Nasceu na Guiné-Bissau. É especialista em Direito Internacional aplicado às Nacionalidades, Condição de Estrangeiros e Direito Humanitário. Foi assessora em vários departamentos governamentais, consultora da Organização Internacional para as Migrações, vogal do Conselho Diretivo do Alto-Comissariado para as Migrações e assessora do primeiro secretário da mesa da Assembleia Municipal de Lisboa.
É militante do Partido Socialista há duas décadas. Foi eleita deputada à Assembleia da República em 2019 e, juntamente com Joacine Katar Moreira (pelo Livre) e Beatriz Dias (pelo Bloco de Esquerda), foi uma das três mulheres negras eleitas nesse ano e que tiveram assento na XIV Legislatura.